# Eupithecia pauliani
Eupithecia pauliani là một loài bướm đêm trong họ Geometridae.